# Dylan Llewellyn

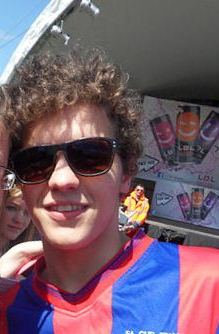
Dylan Llewellyn 2010

Dylan John Llewellyn (* 10. September 1992 in Reigate) ist ein britischer Schauspieler.

## Leben und Karriere
Llewellyn stammt aus und lebt in Surrey. Er hat Dyslexie und wechselte mit neun Jahren auf die More House School, die auf Schüler mit Autismus und Dyslexie spezialisiert ist. Nachdem seine Schauspielklasse einen Wettbewerb gewonnen hatte, an Royal National Theatre aufzutreten, erhielt er einen Agenten. Ursprünglich wollte er aber Fotograf werden und begann ein Fotografiestudium am College, das er nach wenigen Monaten für Vorsprechen abbrach. Weil diese aber wegen seiner Dyslexie vorerst nicht erfolgreich waren, schrieb er sich mit siebzehn Jahren für einen Grundkurs an der Royal Academy of Dramatic Art ein. Nach diesem erhielt er eine längerfristige Serienrolle in der Seifenoper Hollyoaks von 2011 bis 2012. Dieser folgten 2013/2014 wenige Rollen, etwa in der Serie Holby City, dem Film Frequencies und dem Theaterstück War Horse. Weil danach die Angebote ausblieben, arbeitete er dann stattdessen in einem Café. Erst 2018 folgte dann seine nächste Rolle in der Hauptbesetzung von Derry Girls, die seinen Durchbruch bedeutete und ihn, indem sie nach Netflix kam, auch international bekannt machte. Derry Girls endete 2022. Zwischenzeitig hatte er 2021 eine Hauptrolle in Dodo. Anschließend erhielt er in der Serie Big Boys die führende Hauptrolle eines frischen Studenten, der an der Universität seine Homosexualität erkundet. Die Rolle basiert semi-autobiografisch auf Serienschöpfer Jack Rooke und fungiert auch als Erzähler der Serie.

## Theaterauftritte
- 2009: A Handbag (Royal National Theatre)
- 2013: The Fastest Clock in the Universe (Old Red Lion Theatre)
- 2014: War Horse (New London Theatre & Royal National Theatre)
- 2015: Lord of the Flies (Regent’s Park Open Air Theatre & UK Tour)

## Filmografie
- 2009: Travel Bag (Kurzfilm)
- 2010: Cubicle Two (Kurzfilm)
- 2010: The Bill (Fernsehserie, 1 Episode)
- 2011–2012: Hollyoaks (Fernsehserie, 94 Episoden)
- 2012: Hollyoaks Later (Fernsehserie, 5 Episoden)
- 2013: Holby City (Fernsehserie, 4 Episoden)
- 2013: Frequencies (Film)
- 2014: Down Dog (Film)
- 2018–2022: Derry Girls (Fernsehserie, 18 Episoden)
- 2020: Call the Midwife – Ruf des Lebens (Fernsehserie, 1 Episode)
- 2021: Dodo (Fernsehserie, 20 Episoden)
- 2021: Finger Prick (Kurzfilm)
- 2021: Reavey Brothers (Kurzfilm)
- 2022: A Grand Romantic Gesture (Film)
- 2022: Pistol (Fernsehserie, 2 Episoden)
- 2022–2025: Big Boys (Fernsehserie)
- seit 2023: Beyond Paradise (Fernsehserie)
- 2024: 10 Lives (Animationsfilm, Synchronstimme)

## Nominierungen
- 2022 Midlands Movies Awards: Nominierung als Bester Hauptdarsteller für Finger Prick
- 2023 National Comedy Awards: Nominierung als Herausragender Comedy-Schauspieler für Big Boys